# Doura Mané
Doura Mané (1939-1978) est un acteur de cinéma et de théâtre sénégalais.

## Biographie
Il est notamment connu pour le rôle de Patrice Doumbé dans le film l'État sauvage adapté du roman de Georges Conchon. 
Doura Mané a trouvé la mort au Centrafrique (alors dénommé Empire centrafricain) dans un accident de voiture. Les circonstances de cet accident sont restées mystérieuses, car il ne savait pas conduire.

## Théâtre
- 1968 : Macbeth

## Films
- L'Homme pressé, 1977
- L'État sauvage, 1978.
- Demain un jour nouveau de Pierre-Marie Ndong, 1978
- Bako, l'autre rive, 1979.
- Talou, film télévisé de Jean-Louis Roy, 1980.